# HD 2923
HD2923 є хімічно пекулярною зорею
спектрального класу
F0 й має видиму зоряну величину в
смузі V приблизно  7.1.
.